# Новоалексеевка (Архаринский район)
Новоалексеевка — упразднённое село в Архаринском районе Амурской области России. Исключено из учётных данных в 1980 году.

## География
Село располагалось у главного хода Транссибирской железной дороги, на расстоянии примерно 1,5 километра (по прямой) к юго-востоку от станции Журавли.

## История
По данным 1926 года в Ново-Алексеевке имелось 33 хозяйства (32 крестьянского типа и 1 прочих) и проживало 130 человек (68 мужчин и 62 женщины). В национальном составе населения преобладали русские. В административном отношении входило в состав Архаринского сельсовета Хингано-Архаринского района Амурского округа Дальневосточного края.
Решением Амурского исполкома от 27 мая 1980 года № 255, село Новоалексеевка исключено из учётных данных как несуществующее.